# 1920년 미국 대통령 선거
1920년 미국 대통령 선거(United States presidential election, 1920)는 1920년 11월 2일에 치른 미국의 대통령선거이다. 제1차 세계 대전의 뒤처리와 민주당 현직 대통령 우드로 윌슨에 대한 적대적 반응이 중심 이슈가 되었다. 전시의 호황은 붕괴되었고, 정치인들은 휴전 조약과 국제 연맹에 미국이 가입해야할 지에 대해 논의를 했다. 해외에서는 전쟁이나 혁명이 일어나고 있었다. 국내에서는 1919년에 육가공 및 철강 산업에서 큰 파업이 일어났으며, 시카고 등의 도시에서 대규모 인종 폭동이 일어나고 있었다. 테러리스트의 월가 공격으로 무장이나 테러에 대한 공포가 태어났다.
현직 대통령 윌슨은 점차 인기를 잃어가고 있었고, 환자이기도 했으므로 더 이상 그를 위해 변호할 수 없었다. 경제는 불황에 빠져 들어가고 있었고, 대중은 전쟁과 개혁에 피로를 느끼고 있었다. 아일랜드계 가톨릭과 독일계의 인종 그룹은 윌슨의 정책에 분개했고, 윌슨이 국제 연맹 설립을 추진한 것도 고립주의에 어긋난다는 반응을 낳았다. 또한 수정헌법 19조에 의해 미국 전역 48개 주(1916년에는 30개주)에서 새롭게 투표권을 획득한 여성 유권자들 역시 선거의 새로운 변수였는데, 이 때문에 총 투표자수는 1853만명에서 2676만명으로 823만명(44.3%)이나 증가했다. 이것은 1916년의 증가율인 23.2%(349만명)의 두 배에 가까운 것이었다.
전 대통령 시어도어 루스벨트는 공화당의 유력한 대통령 후보였지만, 1918년에 건강이 악화되어 1919년 1월에 사망했다. 그 개혁 노선을 이은 뚜렷한 후계자를 키워놓지 못했다. 양당은 모두 선거인수가 많은 오하이오주에서 다크호스 후보를 선택했다. 민주당은 신문 게시자에 주지사 제임스 콕스를, 공화당은 상원 의원 워런 하딩을 대항마로 지명했다. 하딩은 "정상 정치로 돌아가기"("A return to normalcy")라는 슬로건으로 내걸고, 실질적으로 윌슨에 대한 공격으로 경선을 하여, 선거인단에서 4 대 1에 가까운 압도적인 차이로 콕스를 이겼다. 이것은 선거의 득표율로 60.3% 대 34.1%로 격차가 26.2%가 되어, 1920년 이후 현재까지도 깨지 못한 기록이 되었다. 또한 이 선거는 현직 상원의원이 최초로 대선에서 승리한 예가 되었으며, 이 사례에 해당 되는 경우는 하딩과 존 F. 케네디와 버락 후세인 오바마이다. 또한 하딩은 이 사례로서는 공화당 후보로서 유일한 예가 되었다.

## 후보선출

### 공화당
1920년 6월 8일, 공화당 전당대회는 10차에 걸친 투표 끝에, 워런 하딩 상원의원이 레오날드 우드 소장과 프랭크 로우덴 일리노이 주지사를 제치고 대통령 후보로 선출하였다.

### 민주당
민주당은 6월 28일부터 7월 6일까지 전당대회를 열었다. 초반 유력한 후보였던 윌슨 대통령의 양자 윌리엄 맥아더 전 외무장관은 44차에 걸친 투표 도중 윌슨 대통령의 반대로 제임스 콕스 오하이오 주지사에게 역전당해 대통령 후보를 넘겨주었다. 부통령 후보로는 프랭클린 루즈벨트 해군 차관이 선출되었다

## 결과
| 대통령 선거 결과                |                 |            |            |              |                              |               |
| 대통령후보 출신주               | 정당            | 득표수     | 득표율     | 선거인득표수 | 부대통령 후보 출신주         | 선거인 득표수 |
| 워런 하딩 오하이오주            | 공화당          | 16,144,093 | 60.3%      | 404          | 캘빈 쿨리지 매사추세츠주     | 404           |
| 제임스 콕스 오하이오주          | 민주당          | 9,139,661  | 34.1%      | 127          | 프랭클린 루즈벨트 뉴욕주     | 127           |
| 유진 뎁스 인디애나주            | 미국사회당      | 913,693    | 3.4%       | 0            | 세이모어 스테드먼 일리노이주 | 0             |
| 팔리 P. 크리스텐슨 일리노이주   | 농업노동자당    | 265,411    | 1.0%       | 0            | 막시밀리안 헤이즈 오하이오주 | 0             |
| 아론 S. 왓킨스 인디애나주       | 금주당          | 188,787    | 0.7%       | 0            | D 리 콜빈 뉴욕주             | 0             |
| 제임스 F. 퍼거슨 텍사스주       | 미국당          | 47,968     | 0.2%       | 0            | 윌리엄 J. 휴 뉴욕주          | 0             |
| 윌리엄 W. 콕스 미주리주         | 사회주의 노동당 | 31,716     | 0.1%       | 0            | 어거스트 질하우스 뉴욕주     | 0             |
| 로버트 C. 맥쿼리 펜실베이니아주 | 단일세당        | 5,750      | 0.0%       | 0            | 리처드 C. 번햄               | 0             |
| 기타                            | -               | 27,746     | 0.1%       | 0            | -                            | 0             |
| 합계                            | 합계            | 26,765,180 |            | 531          | -                            | 531           |
| 선출필요수                      | 선출필요수      | 선출필요수 | 선출필요수 | 266          | -                            | 266           |

## 같이 보기
- 1920년 미국 하원의원 선거
- 1920년 미국 상원의원 선거